# Boraras urophthalmoides
Boraras urophthalmoides е вид лъчеперка от семейство Шаранови (Cyprinidae). Видът е почти застрашен от изчезване.

## Разпространение
Разпространен е в Камбоджа, Малайзия (Западна Малайзия) и Тайланд.

## Описание
На дължина достигат до 4 cm.